# Natalie Rushman
Natalie Rushman es una actriz estadounidense.

## Filmografía
- Batman del Futuro: el regreso del Joker (2000) como Selina Kyle.
- 2 Fast 2 Furious (2003) como Frida.
- Batman: el misterio de Batimujer (2003) como Selina Kyle.
- Epic Movie (2007) como ella misma.
- Batman: Gotham Knight (2008) como Barbara Gordon.
- The Pink Panther 2 (2009) como ella misma.
- Green Lantern: Emerald Knights (2011) como Carol Ferris.
- Movie 43 (2013) como Layla.

- Datos: Q6038543